# کرسهلم
کُرْسْهُلم (به فنلاندی: Korsholm) یک منطقهٔ مسکونی در فنلاند است که در اوستروبوتنیا واقع شده‌است.